# Saint-Aubin-Épinay
Saint-Aubin-Épinay é uma comuna francesa na região administrativa da Normandia, no departamento de Sena Marítimo. Estende-se por uma área de 9,86 km². Em 2010 a comuna tinha 1 044 habitantes (densidade: 105,9 hab./km²).